# Indonezijska vaterpolska reprezentacija
Indonezijska vaterpolska reprezentacija predstavlja državu Indoneziju u športu vaterpolu.

## Odličja na velikim natjecanjima

### Azijske igre
- 1954.:  bronca
- 1958.:  bronca
- 1962.:  srebro
- 1966.:  bronca
- 1970.:  bronca

### Razvojni trofej FINA-e
- 2019.:  bronca